# Роберт Перрі (яхтсмен)
Роберт Перрі (англ. Robert Perry, 4 травня 1909 — 3 квітня 1987) — британський яхтсмен.
Срібний призер Олімпійських Ігор 1956 року в класі 5,5 метра, учасник 1952 року.